# Trefriw

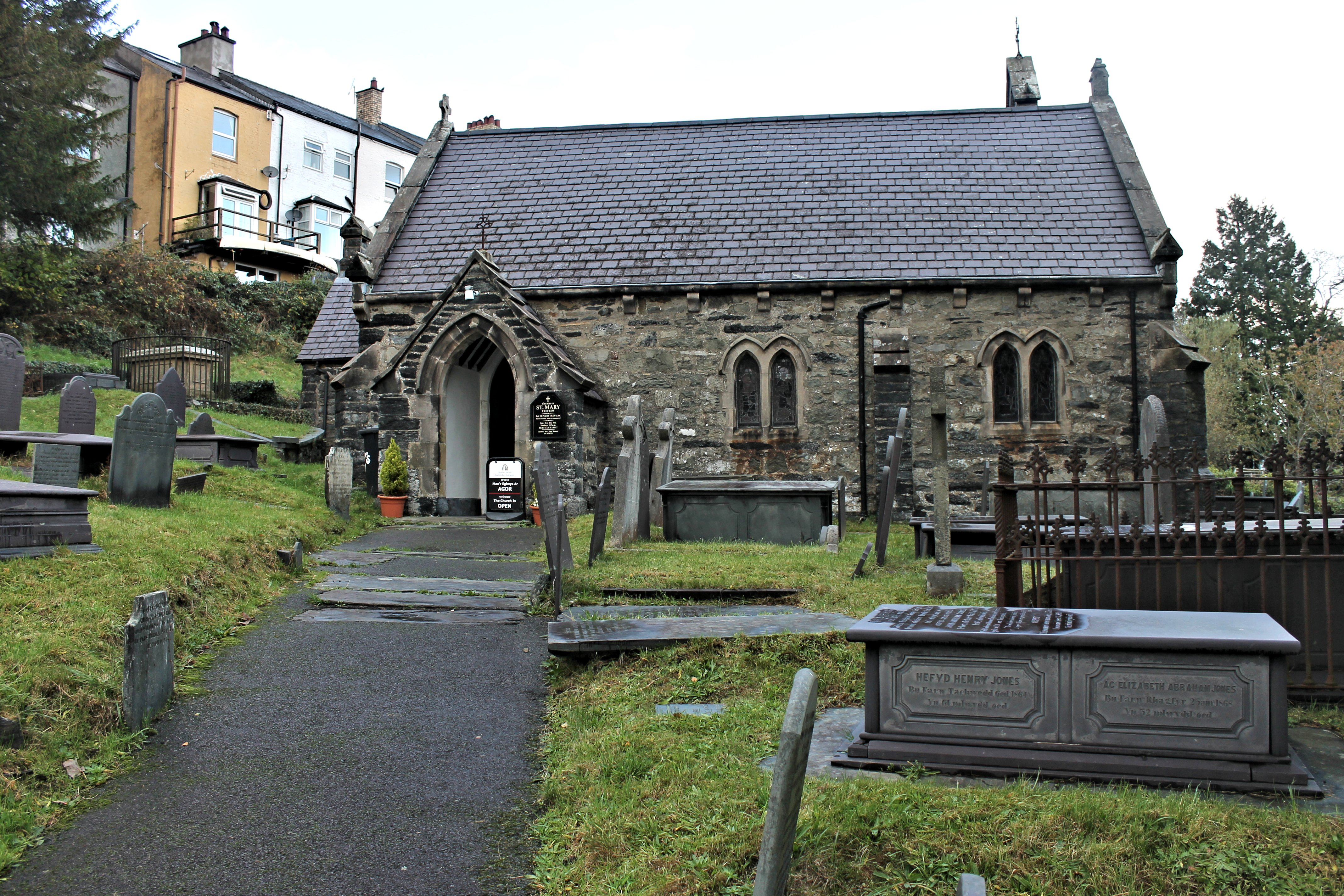
Trefriw: la chiesa di Santa Maria

Trefriw (pron.: /trɛˈvrɪu/) è un villaggio con status di comunità (community) del Galles settentrionale, facente parte del distretto di contea di Conwy e situato ai piedi della foresta di Gwydir, ai margini del parco nazionale di Snowdonia, e lungo il corso del fiume Crafnant, nella valle del fiume Conwy. Conta una popolazione di circa 600-700 abitanti.

## Geografia fisica
Trefriw si trova a circa metà strada tra Dolgarrog e Betws-y-Coed (rispettivamente a sud della prima e a nord della seconda), a nord est di Capel Curig e a nord di Llanrwst.

## Storia
La località era già nota in epoca romana: qui infatti alcuni soldati della XX legione scoprirono alcune fonti sorgive.
Nel Medioevo, Trefriw era il luogo in cui il principe gallese Llywelyn il Grande possedeva un capannone per la caccia. Lo stesso Llywellyn fece erigere una chiesa nel villaggio per sua moglie Joan, nel luogo dove ora sorge la chiesa di Santa Maria.
Nel corso del XX secolo, il villaggio divenne una popolare meta turistica.

## Monumenti e luoghi d'interesse

### Architetture religiose

#### Chiesa di Santa Maria
Principale edificio religioso di Trefriw è la chiesa di Santa Maria, realizzata nella forma attuale tra il XV e il XV secolo, ma le cui origini risalgono al XIII secolo, quando sarebbe stata fondata da Llywellyn il Grande..
|  |

### Architetture civili

#### Gwydir Castle
Nella tenuta di Gwydir, si trova il Gwydir Castle ("castello di Gwydir"), costruito a partire tra la fine del XV secolo e la seconda metà del XVI secolo dalla famiglia Wynn sulle rovine di un edificio medievale preesistente.
|  |

## Società

### Evoluzione demografica
Al censimento del 2011, Trefriw contava una popolazione pari a 
605 abitanti, di cui 307 erano donne e 298 erano uomini.
La località ha conosciuto un decremento demografico rispetto al 2001, quando contava una popolazione pari a 707 abitanti.

## Cultura

### Media
- Trefriw è la città natale di Fratello Cadfael, personaggio letterario inventato dalla penna di Ellis Peters[8]